# 内田百閒文学賞
内田百閒文学賞（うちだひゃっけんぶんがくしょう）は、岡山県と公益財団法人岡山郷土文化財団が主催する文学賞。

## 概要
岡山市生まれの作家、内田百閒の生誕100年を記念して、1990年（平成2年）に創設された。岡山の文化の振興を図るとともに、岡山の良さを多くの人に知ってもらうために創設された。岡山が舞台となる作品や、岡山県出身の人物・自然・文化・風土などを題材とした随筆や短編小説が、応募資格を問わず公募され、審査によって優秀作品が決定される。優秀作品については賞金が授与され、株式会社作品社から出版される。隔年で開催されている。岡山県の財政難により2008年度に休止されたが、長編小説部門をなくすなどして規模を縮小し再開された。

## 受賞作一覧
| 回     | 賞           | 受賞作                                   | 著者         |
| ------ | ------------ | ---------------------------------------- | ------------ |
| 第1回  | 【長編部門】 | 【長編部門】                             | 【長編部門】 |
| 第1回  | 受賞         | 「丘の雑草たち」                         | 森下陽       |
| 第1回  | 【短編部門】 |                                          |              |
| 第1回  | 最優秀賞     | 「黄色いコスモス」                       | 草川八重子   |
| 第1回  | 優秀賞       | 「木山捷平さんと備中」                   | 栗谷川虹     |
| 第1回  | 佳作         | 「楷の木のように」                       | 島崎聖子     |
| 第1回  | 佳作         | 「備中高松城水攻異聞」                   | 脇本幸子     |
| 第2回  | 最優秀賞     | 「赤い勲章」                             | 磨家信一     |
| 第2回  | 佳作         | 「村の器」                               | 畠山憲司     |
| 第2回  | 佳作         | 「ハンカチ落とし」                       | 江川さい子   |
| 第3回  | 【長編部門】 | 【長編部門】                             | 【長編部門】 |
| 第3回  | 優秀賞       | 「教師」                                 | 黒薮次男     |
| 第3回  | 優秀賞       | 「木馬に宛てた7通の手紙 - 国吉康雄外伝」 | 秋元秋日子   |
| 第3回  | 【随筆部門】 |                                          |              |
| 第3回  | 最優秀賞     | 「鬼若」                                 | 四方木四五六 |
| 第3回  | 佳作         | 「残り火」                               | 帰来冨士子   |
| 第3回  | 佳作         | 「白石精子さん」                         | 松原澄子     |
| 第4回  | 【長編部門】 | 【長編部門】                             | 【長編部門】 |
| 第4回  | 優秀賞       | 「備中の二人」                           | 栗谷川虹     |
| 第4回  | 優秀賞       | 「菫花抄・解説編」                       | 岡本昌枝     |
| 第4回  | 【随筆部門】 |                                          |              |
| 第4回  | 最優秀賞     | 「山椒魚の故郷」                         | 長谷部文孝   |
| 第4回  | 優秀賞       | 「平成の錬金術士たらむ」                 | 陶次郎       |
| 第4回  | 優秀賞       | 「天狗の面」                             | 高橋治       |
| 第5回  | 【長編部門】 | 【長編部門】                             | 【長編部門】 |
| 第5回  | 最優秀賞     | 「残照龍ノ口」                           | 黛信彦       |
| 第5回  | 【随筆部門】 |                                          |              |
| 第5回  | 最優秀賞     | 「おばあちゃんの愛犬」                   | 藤原師仁     |
| 第5回  | 優秀賞       | 「花吹雪」                               | 川口澄子     |
| 第5回  | 優秀賞       | 「猫男 - 西東三鬼随想」                  | 長沼都       |
| 第6回  | 【長編部門】 | 【長編部門】                             | 【長編部門】 |
| 第6回  | 最優秀賞     | 「墳墓」                                 | 黒薮次男     |
| 第6回  | 【随筆部門】 |                                          |              |
| 第6回  | 最優秀賞     | 「牛追い」                               | 吉谷省三     |
| 第6回  | 優秀賞       | 「岡山ばら寿司はいかが？」               | 山成せつこ   |
| 第6回  | 優秀賞       | 「メロンとお好み焼き」                   | 備仲臣道     |
| 第7回  | 【長編部門】 | 【長編部門】                             | 【長編部門】 |
| 第7回  | 最優秀賞     | 「茅原の瓜 - 小説 関藤藤陰伝・青年時代」 | 栗谷川虹     |
| 第7回  | 【随筆部門】 |                                          |              |
| 第7回  | 最優秀賞     | 「トントコ飯」                           | 片山ひとみ   |
| 第7回  | 優秀賞       | 「ユーモアの正体 - 内田百閒の場合」      | 風越みなと   |
| 第7回  | 優秀賞       | 「柴錬さん」                             | 日置卓也     |
| 第8回  | 【長編部門】 | 【長編部門】                             | 【長編部門】 |
| 第8回  | 最優秀賞     | 「まだ、いま回復期なのに」               | 早瀬馨       |
| 第8回  | 【随筆部門】 |                                          |              |
| 第8回  | 最優秀賞     | 「わたしの「クラシッキ」」               | 山野優花     |
| 第8回  | 優秀賞       | 「またたちかえる城の下」                 | 田中迪夫     |
| 第8回  | 優秀賞       | 「塩ふく大地」                           | 高津寿美恵   |
| 第9回  | 【長編部門】 | 【長編部門】                             | 【長編部門】 |
| 第9回  | 最優秀賞     | 「おおづちメモリアル」                   | 榊原隆介     |
| 第9回  | 【随筆部門】 |                                          |              |
| 第9回  | 最優秀賞     | 「ひらけ、胡麻」                         | 山本森平     |
| 第9回  | 優秀賞       | 「しゃもじの家族」                       | 山之内朗子   |
| 第9回  | 優秀賞       | 「番台さん」                             | 久保よしの   |
| 第9回  | 優秀賞       | 「青色草紙」                             | 井関古都路   |
| 第10回 | 最優秀賞     | 「猿尾の記憶」                           | 浅沼郁男     |
| 第10回 | 優秀賞       | 「くるり用水のかめんた」                 | 小薗ミサオ   |
| 第10回 | 優秀賞       | 「物原を踏みて」                         | 吉野栄       |
| 第10回 | 優秀賞       | 「震える水」                             | 畔地里美     |
| 第11回 | 最優秀賞     | 「平野の鳥」                             | 岩朝清美     |
| 第11回 | 優秀賞       | 「セピア色のインク」                     | 木下訓成     |
| 第11回 | 優秀賞       | 「伯備線の女 - 断腸亭異聞」              | 三ツ木茂     |
| 第12回 | 最優秀賞     | 「漱石の忘れもん」                       | 三ツ木茂     |
| 第12回 | 優秀賞       | 「夕凪から」                             | 里海瓢一     |
| 第12回 | 優秀賞       | 「硬い水」                               | 畔地里美     |
| 第12回 | 優秀賞       | 「字隠し」                               | 小田由紀子   |
| 第13回 | 最優秀賞     | 「プラット」                             | 畔地里美     |
| 第13回 | 優秀賞       | 「桃の寺」                               | 伊藤大輔     |
| 第13回 | 優秀賞       | 「夏眠線」                               | 小浦裕子     |
| 第13回 | 優秀賞       | 「大正受験事情」                         | 馬場友紀     |
| 第14回 | 最優秀賞     | 「月痕」                                 | 小浦裕子     |
| 第14回 | 優秀賞       | 「手裏剣公方」                           | 中野ふ菜     |
| 第14回 | 優秀賞       | 「海と影」                               | 江口ちかる   |
| 第14回 | 優秀賞       | 「妙薬」                                 | 馬場友紀     |
| 第15回 | 最優秀賞     | 「たまゆら湾」                           | 江口ちかる   |
| 第15回 | 優秀賞       | 「岡山駅から」                           | 松本利江     |
| 第15回 | 優秀賞       | 「糸」                                   | 馬場友紀     |
| 第16回 | 最優秀賞     | 「アニマの肖像」                         | ゆきかわゆう |
| 第16回 | 優秀賞       | 「児島の夢」                             | 鷲見京子     |
| 第16回 | 優秀賞       | 「ももちゃん」                           | 須田地央     |
| 第17回 | 最優秀賞     | 「泣き女」                               | 寺田勢司     |
| 第17回 | 優秀賞       | 「へのへの茂次郎」                       | 疋田ブン     |
| 第17回 | 優秀賞       | 「アゲハの記憶」                         | 山本博幸     |